# Radoslav Zabavník
Radoslav Zabavník (Košice, Checoslovaquia, 16 de septiembre de 1980) es un ex-futbolista eslovaco, se desempeñaba como lateral ambidiestro y su último equipo fue el SV Sandhausen de Alemania.
Debutó con la selección de fútbol de Eslovaquia en 2003, participando con su país en el mayor hito de la corta carrera futbolística de dicho país, la Copa Mundial de Fútbol de 2010.

## Clubes
| Club               | País            | Año         | Partidos | Goles |
| MFK Košice         | Eslovaquia      | 1998 - 2002 | 68       | 9     |
| MŠK Žilina         | Eslovaquia      | 2002 - 2004 | 65       | 9     |
| CSKA Sofía         | Bulgaria        | 2004 - 2005 | 41       | 7     |
| Sparta Praga       | República Checa | 2005 - 2007 | 41       | 1     |
| FC Terek Grozny    | Rusia           | 2008 - 2009 | 51       | 1     |
| 1. FSV Maguncia 05 | Alemania        | 2010 - 2013 | 63       | 0     |
| SV Sandhausen      | Alemania        | 2013 - 2014 | 0        | 0     |

- Datos: Q313160
- Multimedia: Radoslav Zabavník / Q313160